# قرن بیستم من
قرن بیستم من (مجاری: Az én XX. századom) یک فیلم کمدی-درام به کارگردانی ایلدیکو انیدی است که در سال ۱۹۸۹ منتشر شد. این فیلم برنده دوربین طلایی از جشنواره فیلم کن شده‌است.